# スピードさるくん
スピードさるくんは、NHKで放送されていたテレビ番組である。

## 概要
「幼稚園・保育所の時間」情操教育番組。幼児向け連続人形劇。

## 1959年度夏休み
基礎情報
- 放送期間：1959年7月22日 - 1959年8月26日
- 放送時間：NHK総合テレビ・NHK教育テレビ 『夏のテレビクラブ』 水曜日 08:15 - 08:40

出演者・スタッフ
- 声の出演：滝田裕介、大塚道子、菅井きん
- 人形：劇団やまいも

放送リスト
| 回 | タイトル              | 放送日        |
| -- | --------------------- | ------------- |
| 1  | すてきなヨット[1]     | 1959年7月22日 |
| 2  | ばしゃははしるよ[1]   | 1959年7月29日 |
| 3  | じどうしゃはやいよ[1] | 1959年8月05日 |
| 4  | ひこうきブンブン[1]   | 1959年8月12日 |
| 5  | とべとべえんばん[1]   | 1959年8月19日 |
| 6  | ロケット、ロケット[1] | 1959年8月26日 |

## 1960年度
基礎情報
- 放送期間：1960年4月7日 - 1961年3月16日
- 放送時間：NHK教育テレビ 木曜日10:40-11:00

出演者・スタッフ
- 声の出演：天地総子、木崎豊、五月女道子、三沢圭子
- 人形：劇団やまいも
- 歌唱指導：浦山金子

放送リスト
| 回 | タイトル                 | 放送日         |
| -- | ------------------------ | -------------- |
| 1  |                          | 1960年04月07日 |
| 2  | じどうしゃのたび         | 1960年04月14日 |
| 3  | はしるトラック           | 1960年04月21日 |
| 4  | どうぶつえんのモンちゃん | 1960年04月28日 |
| 5  |                          | 1960年05月12日 |
| 6  | モンちゃんのしっぱい     | 1960年05月19日 |
| 7  | スルスルの国へ           | 1960年05月26日 |
| 8  | スルスルのくに           | 1960年06月02日 |
| 9  | くろいたま               | 1960年06月09日 |
| 10 | むじんじどうしゃ         | 1960年06月16日 |
| 11 | まほうのもん             | 1960年06月23日 |
| 12 | スピードきょうそう       | 1960年06月30日 |
| 13 | モンちゃんのわすれんぼう | 1960年07月07日 |
| 14 | さようなら               | 1960年07月14日 |
| 15 | よこくへん               | 1960年09月01日 |
| 16 | ボートにのりたい         | 1960年09月08日 |
| 17 | ボートきょうそう         | 1960年09月15日 |
| 18 | なくなった たからもの    | 1960年09月22日 |
| 19 | まて まて ヨット         | 1960年09月29日 |
| 20 | ひろいうみ               | 1960年10月06日 |
| 21 |                          | 1960年10月13日 |
| 22 | スルスルの国へ           | 1960年10月20日 |
| 23 | うみのそこへ             | 1960年10月27日 |
| 24 | まよった せんすいかん    | 1960年11月10日 |
| 25 | たこにゅうどう           | 1960年11月17日 |
| 26 | たこのぼうや             | 1960年11月24日 |
| 27 | しんじゅがい             | 1960年12月01日 |
| 28 | かがみのろうか           | 1960年12月08日 |
| 29 | さあ せんすいかん        | 1960年12月15日 |
| 30 | さようなら               | 1960年12月22日 |
| 31 | ヘリコプター             | 1961年01月12日 |
| 32 | すてきな ひこうき        | 1961年01月19日 |
| 33 | よるのそら               | 1961年01月26日 |
| 34 | じんこうえいせい         | 1961年02月02日 |
| 35 | つきロケットのたび       | 1961年02月09日 |
| 36 | つきのせかい             | 1961年02月16日 |
| 37 | かせいのくに             | 1961年02月23日 |
| 38 | かせいのおともだち       | 1961年03月02日 |
| 39 | ちいさなみかん           | 1961年03月09日 |
| 40 | さようなら               | 1961年03月16日 |